# Namachoerus
Namachoerus — вимерлий рід парнопалих, що жив у міоцені Африки.
Один вид, Namachoerus moruoroti, раніше включався в рід Lopholistriodon.